# نادي السلام (العراق)
نادي السلام الرياضي هو فريق كرة قدم عراقي مقره في بغداد، يلعب في الدوري العراقي الدرجة الثانية، لعب النادي في الدوري العراقي الممتاز لأول مرة في موسم 1991-1992، وحقق الفريق بداية جيدة، وتمكن من هزيمة الفرق الكبرى في الدوري، مثل: الزوراء، الميناء، الكرخ، حيث جمع 33 نقطة واحتل المركز 12.

## التاريخ الإداري
- نزار أشرف (1989–1991)[3]
- ناظم شاكر (1992–1994)[4]

## لاعبين مشهورين
- ناظم شاكر
- وميض منير
- وصفي جبار
- حسن كمال
- صادق موسى

## روابط خارجية
أندية العراق - تواريخ التأسيس